# Typhlops monensis
Espèce
Synonymes
- Antillotyphlops monensis (Schmidt, 1926)

Statut de conservation UICN

 EN D : En danger
Typhlops monensis est une espèce de serpents de la famille des Typhlopidae. 

## Répartition
Cette espèce est endémique de l'Isla Mona à Porto Rico.

## Description
Dans sa description Schmidt indique que le spécimen en sa possession mesure 182 mm dont 3 mm pour la queue. Son corps est pratiquement blanc à l'exception de la pointe de chaque écaille d'une teinte plus terne.

## Étymologie
Son nom d'espèce, composé de mon[a] et du suffixe latin -ensis, « qui vit dans, qui habite », lui a été donné en référence au lieu de sa découverte, l'Isla Mona.

## Publication originale
- Schmidt, 1926 : The amphibians and reptiles of Mona Island, West Indies. Field Museum of Natural History, vol. 12, p. 149-163 (texte intégral).